# Чемпіонат світу з хокею із шайбою 2021 (дивізіон I)
Чемпіонат світу з хокею із шайбою 2021 року у дивізіоні I — скасований чемпіонат світу з хокею із шайбою другого ешелону, розділена на дві групи. Група А мала грати в Словенії (Любляна), а група В — в Польщі (Катовиці).
18 листопада 2020 року обидва турніри були скасовані через пандемію COVID-19.

## Група А

### Учасники
| Збірна         | Кваліфікація                      |
| -------------- | --------------------------------- |
| Франція        | 15-е місце в Елітному дивізіоні.  |
| Австрія        | 16-е місце в Елітному дивізіоні.  |
| Південна Корея | 3-є місце Дивізіон I A.           |
| Словенія       | Господар, 4-е місце Дивізіон I A. |
| Угорщина       | 5-е місце Дивізіон I A.           |
| Румунія        | 1-е місце Дивізіон I B.           |

### Таблиця
| Поз | Команда        | М | В | ВО | ПО | П | ГЗ | ГП | Різ | О | Кваліфікація або пониження             |
| --- | -------------- | - | - | -- | -- | - | -- | -- | --- | - | -------------------------------------- |
| 1   | Франція        | 0 | 0 | 0  | 0  | 0 | 0  | 0  | 0   | 0 | Чемпіонат світу з хокею із шайбою 2022 |
| 2   | Австрія        | 0 | 0 | 0  | 0  | 0 | 0  | 0  | 0   | 0 | Чемпіонат світу з хокею із шайбою 2022 |
| 3   | Південна Корея | 0 | 0 | 0  | 0  | 0 | 0  | 0  | 0   | 0 |                                        |
| 4   | Словенія (H)   | 0 | 0 | 0  | 0  | 0 | 0  | 0  | 0   | 0 |                                        |
| 5   | Угорщина       | 0 | 0 | 0  | 0  | 0 | 0  | 0  | 0   | 0 |                                        |
| 6   | Румунія        | 0 | 0 | 0  | 0  | 0 | 0  | 0  | 0   | 0 | Вибув до Дивізіону I B                 |

## Група B

### Учасники
| Збірна  | Кваліфікація                                                      |
| ------- | ----------------------------------------------------------------- |
| Литва   | 6-те місце в групі А першого дивізіону в минулому році.           |
| Польща  | Господар, 2-ге місце в групі B першого дивізіону в минулому році. |
| Японія  | 3-тє місце в групі B першого дивізіону в минулому році.           |
| Естонія | 4-те місце в групі B першого дивізіону в минулому році.           |
| Україна | 5-те місце в групі B першого дивізіону в минулому році.           |
| Сербія  | 1-ше місце в групі А другого дивізіону в минулому році.           |

### Таблиця
| Поз | Команда    | М | В | ВО | ПО | П | ГЗ | ГП | Різ | О | Кваліфікація або пониження |
| --- | ---------- | - | - | -- | -- | - | -- | -- | --- | - | -------------------------- |
| 1   | Литва      | 0 | 0 | 0  | 0  | 0 | 0  | 0  | 0   | 0 | Дивізіон I A               |
| 2   | Польща (H) | 0 | 0 | 0  | 0  | 0 | 0  | 0  | 0   | 0 |                            |
| 3   | Японія     | 0 | 0 | 0  | 0  | 0 | 0  | 0  | 0   | 0 |                            |
| 4   | Естонія    | 0 | 0 | 0  | 0  | 0 | 0  | 0  | 0   | 0 |                            |
| 5   | Україна    | 0 | 0 | 0  | 0  | 0 | 0  | 0  | 0   | 0 |                            |
| 6   | Сербія     | 0 | 0 | 0  | 0  | 0 | 0  | 0  | 0   | 0 | Вибув до Дивізіону II A    |